# Castelo de Saint-Paul-d'Oueil

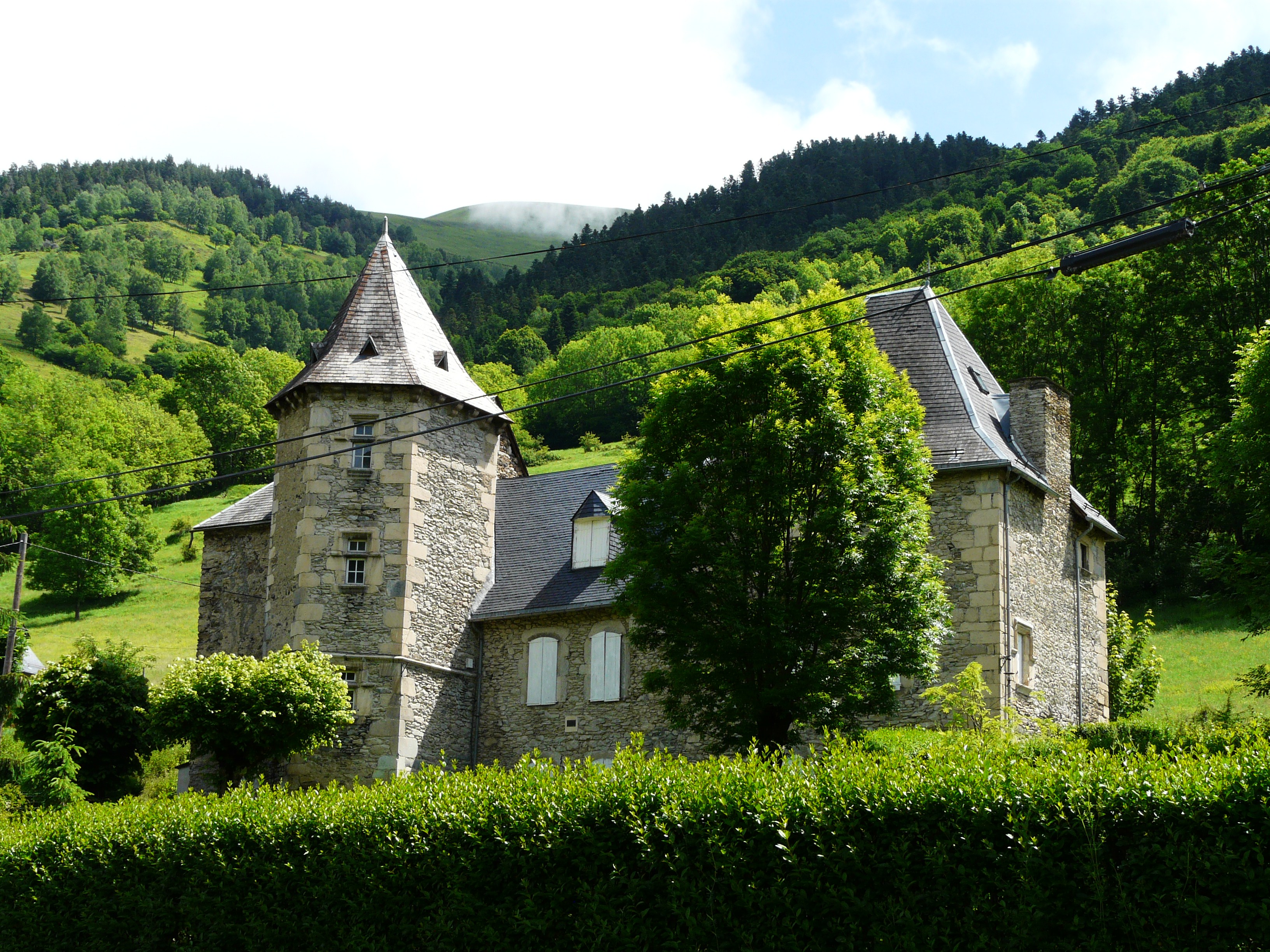
Vista do castelo de Saint-Paul-d'Oueil do sudoeste, Haute-Garonne, França

O Château de Saint-Paul-d'Oueil é um castelo na comuna de Saint-Paul-d'Oueil em Haute-Garonne, na França.
Uma propriedade privada, está classificado desde 1947 como monumento histórico pelo Ministério da Cultura da França .